# Igor Pavlov (cyclisme)
Igor Pavlov (né le 12 mars 1969 à Moscou) est un coureur cycliste d'origine russe, naturalisé français dans les années 1990. Il a notamment remporté à deux reprises le Tour des Pyrénées.

## Palmarès
- 1993
  - 2e du championnat de Midi-Pyrénées
- 1994
  - Boucles des Côtes de Saint-Mont
  - Étape du Tour Mondovélo
- 1995
  -  Champion des Midi-Pyrénées
  - Trophée des Bastides
  - Ronde de l'Isard d'Ariège
  - Deux étapes du Tour de Yougoslavie
  - 3e de la Ronde du Sidobre
- 1996
  - 2ea étape de la Ronde de l'Isard d'Ariège
  - 2e de la Ronde de l'Isard d'Ariège
- 1997
  - Tour du Lot-et-Garonne
  - Ronde du Sidobre
  - Une étape des Boucles de la Mayenne
  - 1re étape du Tour de la Creuse
  - 3e de la Route creusoise
- 1998
  -  Champion des Midi-Pyrénées
  - 3e étape du Tour Béarn-Aragon-Bigorre
  - 2e de la Route de l'Atlantique
  - 2e du Tour Béarn-Aragon-Bigorre
- 1999
  -  Champion des Midi-Pyrénées
  - La Durtorccha
  - Boucles du Tarn
  - Tour de la Dordogne
  - Tour des Pyrénées
  - 2e du Trophée des Châteaux aux Milandes
  - 3e du Tour du Canton de Gentioux
  - 3e du Grand Prix des Grattons
- 2000
  - Étape du Tour Mondovélo
  - 2e étape du Tour de Corrèze[2]
  - 2e de la Ronde du Sidobre
  - 3e du Tour des Landes
  - 3e du Trophée des Châteaux aux Milandes
- 2001
  -  Champion des Midi-Pyrénées
  - Étape du Tour Mondovélo
  - Tour des Pyrénées :
    - Classement général
    - 2e étape

  - 2e de la Route de l'Atlantique
  - 2e de la Ronde du Sidobre
  - 3e des Boucles du Tarn
- 2002
  - 2e du Tour du Chablais
  - 3e des Boucles du Tarn
  - 3e du Tour du Lot-et-Garonne
  - 3e du championnat de Midi-Pyrénées